# Ивонино (Вологодский район)
Ивонино — деревня в Вологодском районе Вологодской области.
Входит в состав Старосельского сельского поселения (с 1 января 2006 года по 8 апреля 2009 года входила в Кипеловское сельское поселение), с точки зрения административно-территориального деления — в Кипеловский сельсовет.
Расстояние до районного центра Вологды по автодороге — 74 км, до центра муниципального образования Стризнево по прямой — 14 км. Ближайшие населённые пункты — Сычево, Чернеево, Беседы.
По данным переписи в 2002 году постоянного населения не было.